# Laval-sur-Doulon
Laval-sur-Doulon è un comune francese di 63 abitanti situato nel dipartimento dell'Alta Loira della regione dell'Alvernia-Rodano-Alpi.

## Società

### Evoluzione demografica
Abitanti censiti